# مايكل كوردا
مايكل كوردا (بالإنجليزية: Michael Korda)‏ هو كاتب بريطاني، ولد في 8 أكتوبر 1933 في لندن في المملكة المتحدة.

## وصلات خارجية
- مايكل كوردا على موقع IMDb (الإنجليزية)
- مايكل كوردا على موقع إن إن دي بي (الإنجليزية)